# Lietavská Lúčka
Lietavská Lúčka (in ungherese Litvailló) è un comune della Slovacchia facente parte del distretto di Žilina, nella regione omonima.